# Vysoká Lípa
Vysoká Lípa  (deutsch Hohenleipa) ist ein Ortsteil von Jetřichovice (Dittersbach) in Tschechien. Er liegt dreizehn Kilometer nordöstlich von Děčín in der Böhmischen Schweiz und gehört zum Okres Děčín.

## Geographie
Vysoká Lípa liegt am südlichen Rand des Nationalparks Böhmische Schweiz. Es dehnt sich um den östlichen Teil des Zámecký vrch (Schloßberg) herum aus. Innerhalb des Ortes gibt es beträchtliche Höhenunterschiede. Der höchstgelegene Teil auf dem Hofberg liegt bei 367 m ü. M., beim unteren Ortsanfang sind es 261 m ü. M.
Nachbarorte sind Mezní Louka im Nordwesten, Kamenická Stráň im Südwesten, Srbská Kamenice im Süden, sowie Jetřichovice im Osten.

## Ortsname
Der Ortsname hat offensichtlich einen Bezug zur Hochlage der Ansiedlung und einer Waldbezeichnung, dessen zweiter Namensbestandteil wahrscheinlich auf „lipa“ (= slawisch Linde) zurückgeht. Schon 1387 wurde im Kamnitzer Stadtbuch (Česká Kamenice) eine Erbrichterei „Hoeleype“ erwähnt.

## Geschichte

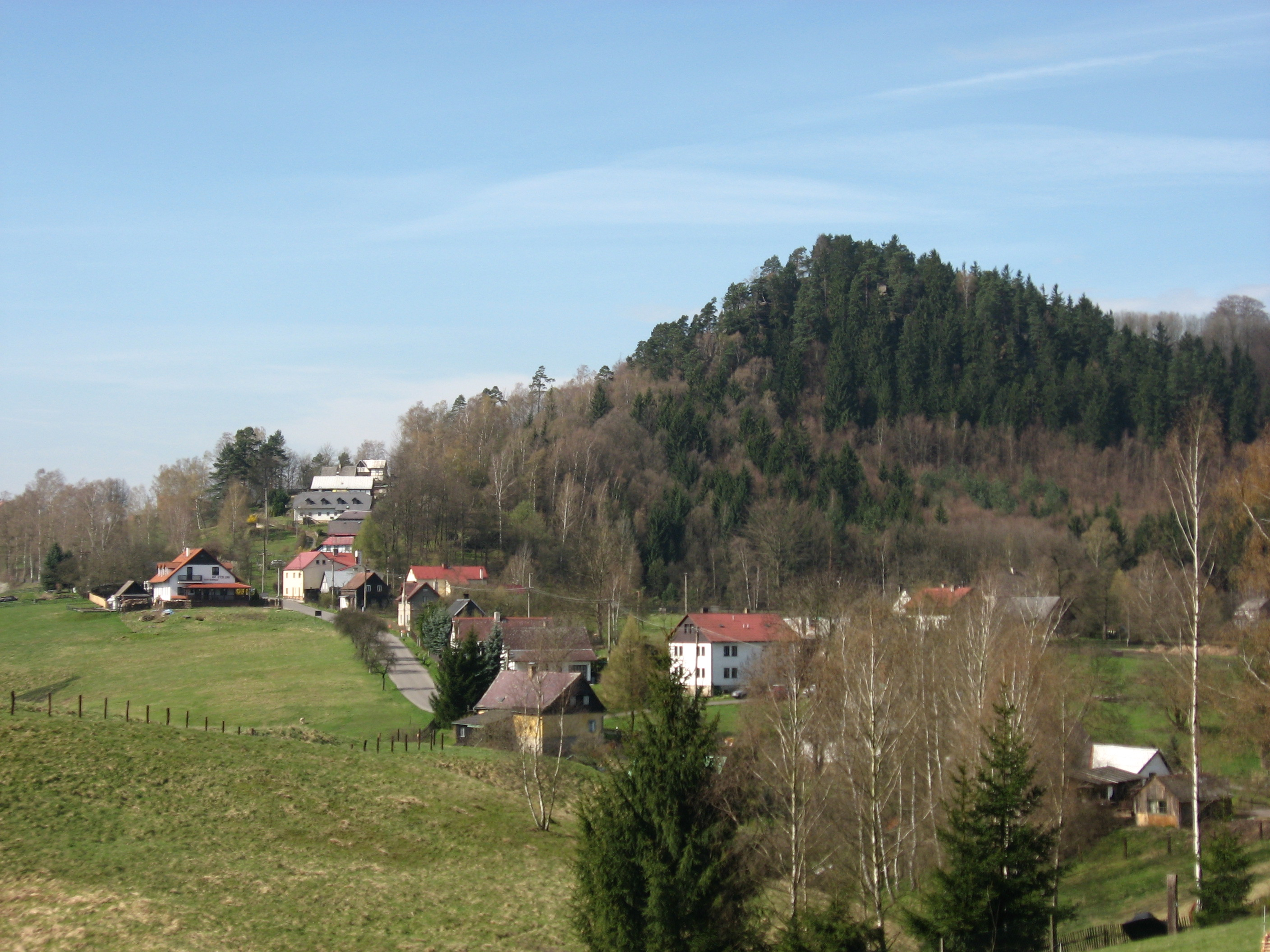
Vysoká Lípa von Nordosten

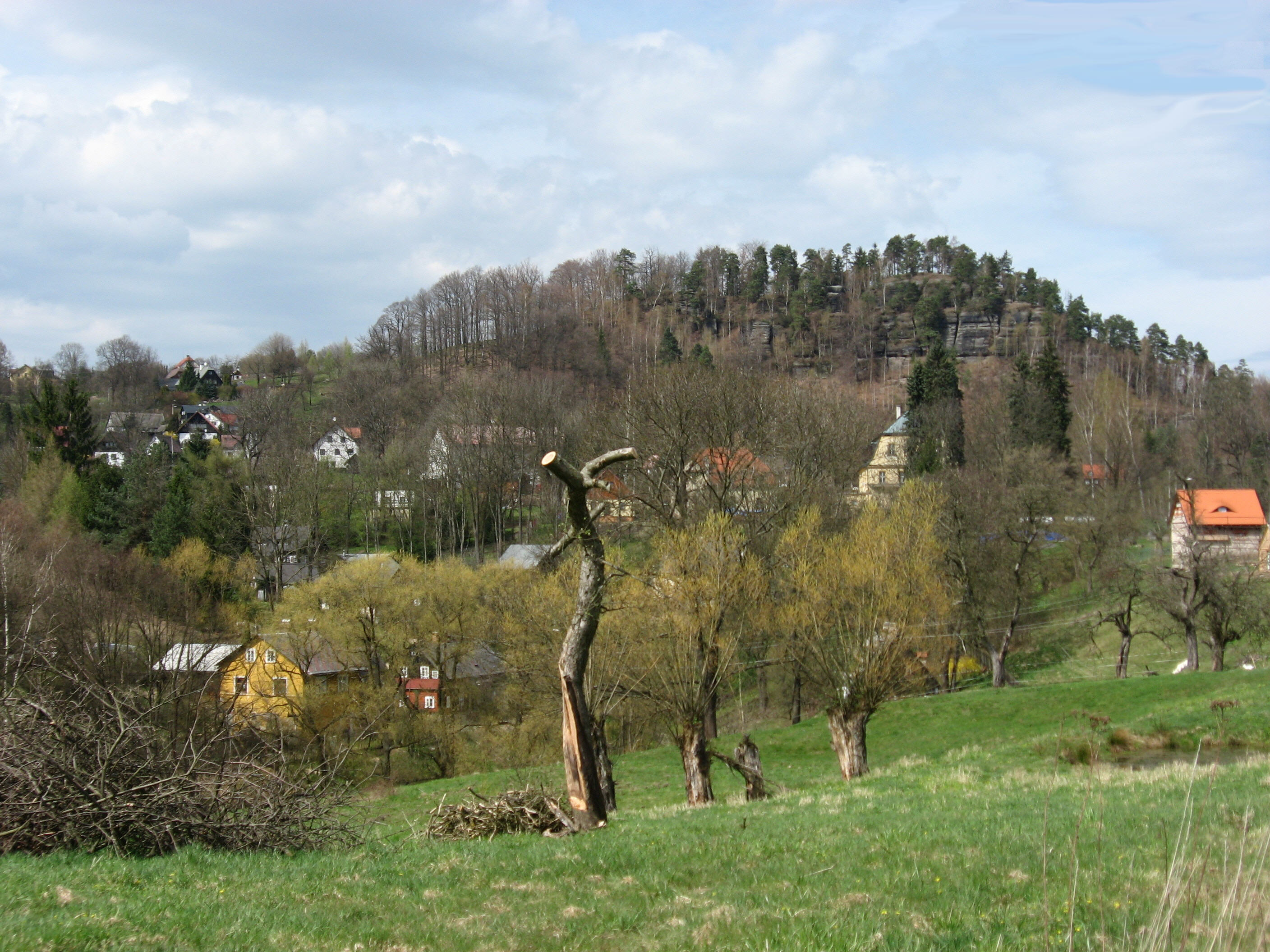
Zámecký vrch

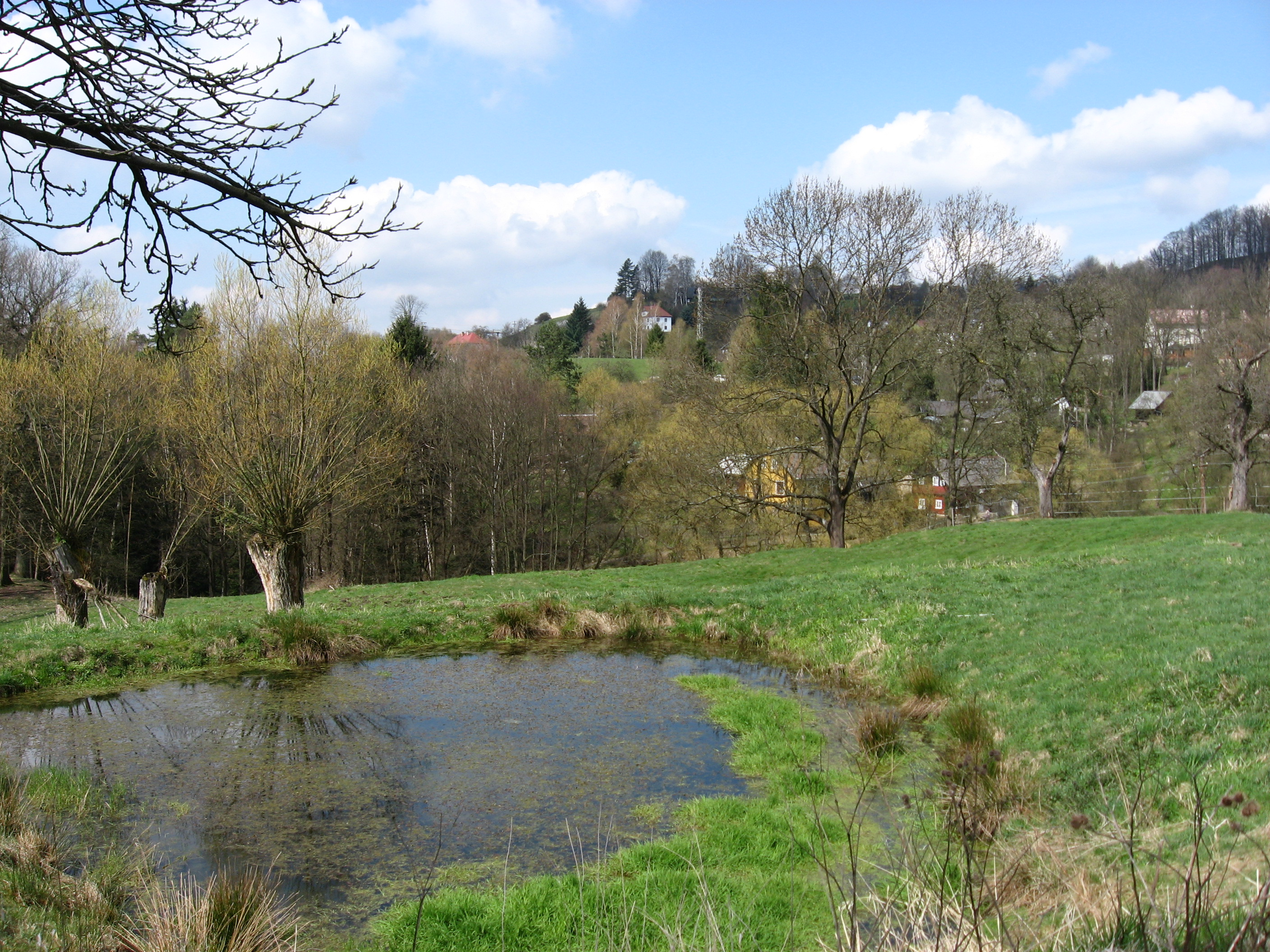
Hofberg

Vysoká Lípa gehört zu den ältesten Ansiedlungen in der Region. Da der Ort keine eigene Kirche hat, gehörte er schon im 14. Jahrhundert zur Pfarrei St. Wenzel in Windisch-Kamnitz (Srbská Kamenice). Ab etwa 1624 wurde Hohenleipa durch die Stadtpfarrei St. Jakob in Böhmisch Kamnitz betreut. Seit der Errichtung der selbständigen Pfarrei St. Johannes von Nepomuk 1787 in Dittersbach war Hohenleipa dorthin eingepfarrt. Der Ort wuchs ständig. So sind 1654 8 Bauern, 3 Gärtner und 13 Häusler verzeichnet, was 24 Häusern entsprach. 1713 lebten in „Hohe Leipa“ 9 Bauern und 16 Häusler, woraus sich die Zahl von 25 Häusern einschließlich Gasthaus ergab. 1760 wurde auf dem Hofberg, einer flachen Kuppe auf dem Westhang des Zámecký vrch, ein kleines Jagdschloss mit Wirtschaftshof und Forsthaus erbaut. Das brachte der Gemeinde einen Aufschwung. In Folge wuchs die Zahl der Häuser auf 47. 1961 gab es 125 Einwohner. Auf dem Zámecký vrch stand ein kleines Lustschlösschen, von dem nur noch Spuren vorhanden sind. Zu Hohenleipa gehörten zwei Einschichten. Das waren der Weiler Kirnischt, westlicher Teil von Hinterdittersbach, heute die Wüstung Zadní Jetřichovice, und das am Westfuß des Zámecký vrch gelegene Zámeček, ein Jagdschlösschen mit Forsthaus, das sich der Fürst von Clary-Aldringen Anfang des 19. Jahrhunderts erbauen ließ.
Die wirtschaftliche Entwicklung von Vysoká Lípa war durch das Fehlen von Industrie gekennzeichnet. Einzige Ausnahme war die Anlage kleiner Steinbrüche durch die Clary-Aldringen in den 1830er Jahren. So lebten 1939 40 % der Einwohner von Land- und Forstwirtschaft, 31 % waren in Industrie und Handwerk und 12 % im Bereich Handel und Verkehr tätig. Heute ist die Gemeinde ein Erholungsort mit Gaststätten, Pensionen und einem Intercamp. Sie ist ein Ausgangspunkt zu touristischen Zielen wie der nahegelegenen Felsenburg Šaunštejn („Schauenstein“, auch „Hohenleipaer Raubschloss“) und dem ehemaligen Dolský mlýn („Grundmühle“). 1991 hatte der Ort 74 Einwohner. Im Jahr 2001 bestand das Dorf aus 69 Wohnhäusern, in denen 88 Menschen lebten.

## Denkmäler
Im Jahr 1995 ist Vysoká Lípa zum Gemeinde-Denkmalschutzgebiet erklärt worden. Im Ort sind zahlreiche Häuser aus verschiedenen Zeitabschnitten, die bis vor 1620 zurückreichen, in ihrem Ursprungszustand erhalten geblieben. Sie stehen heute unter Denkmalschutz. Es handelt sich dabei um für diese Region typische Umgebindehäuser. 

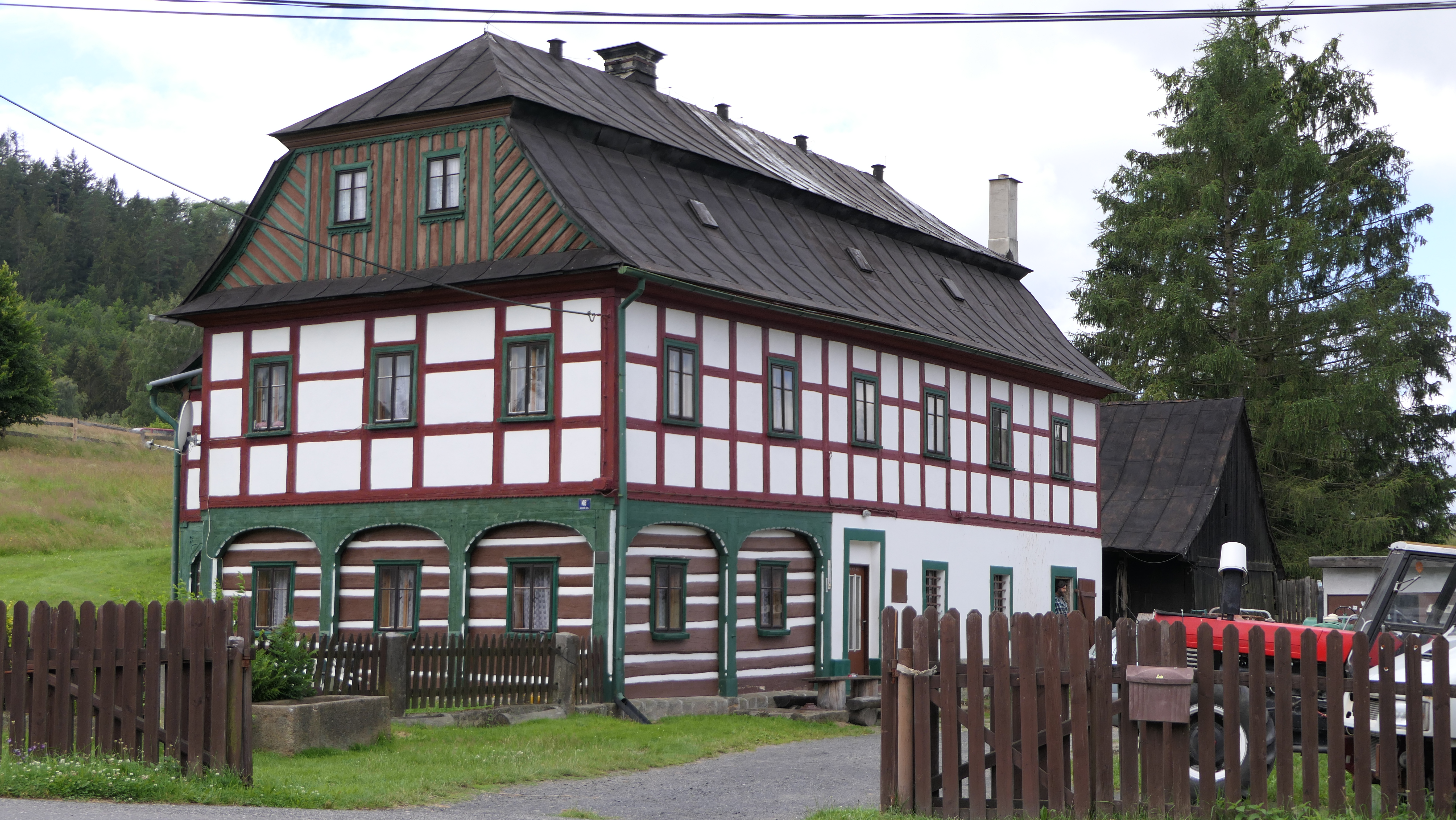
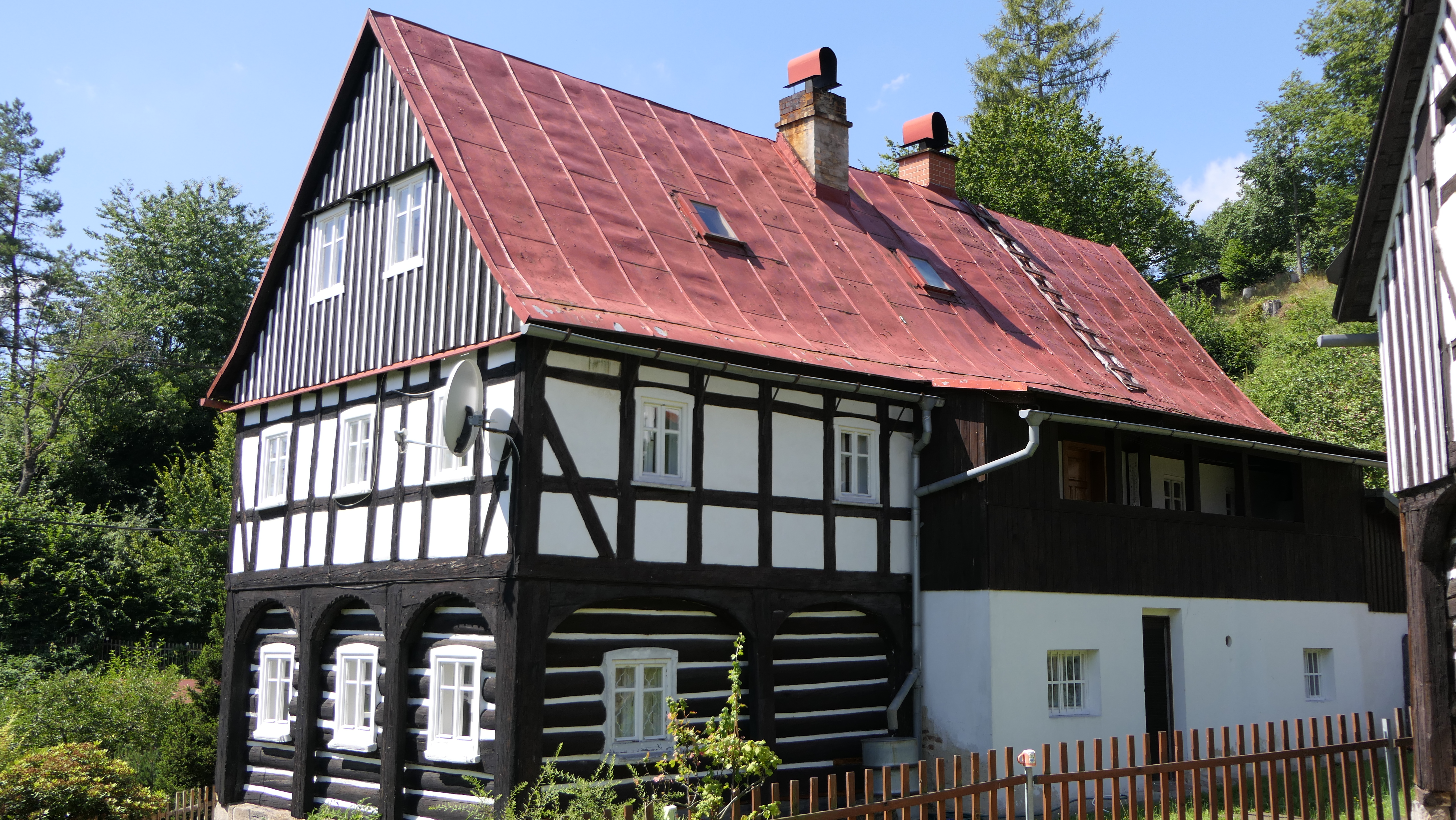
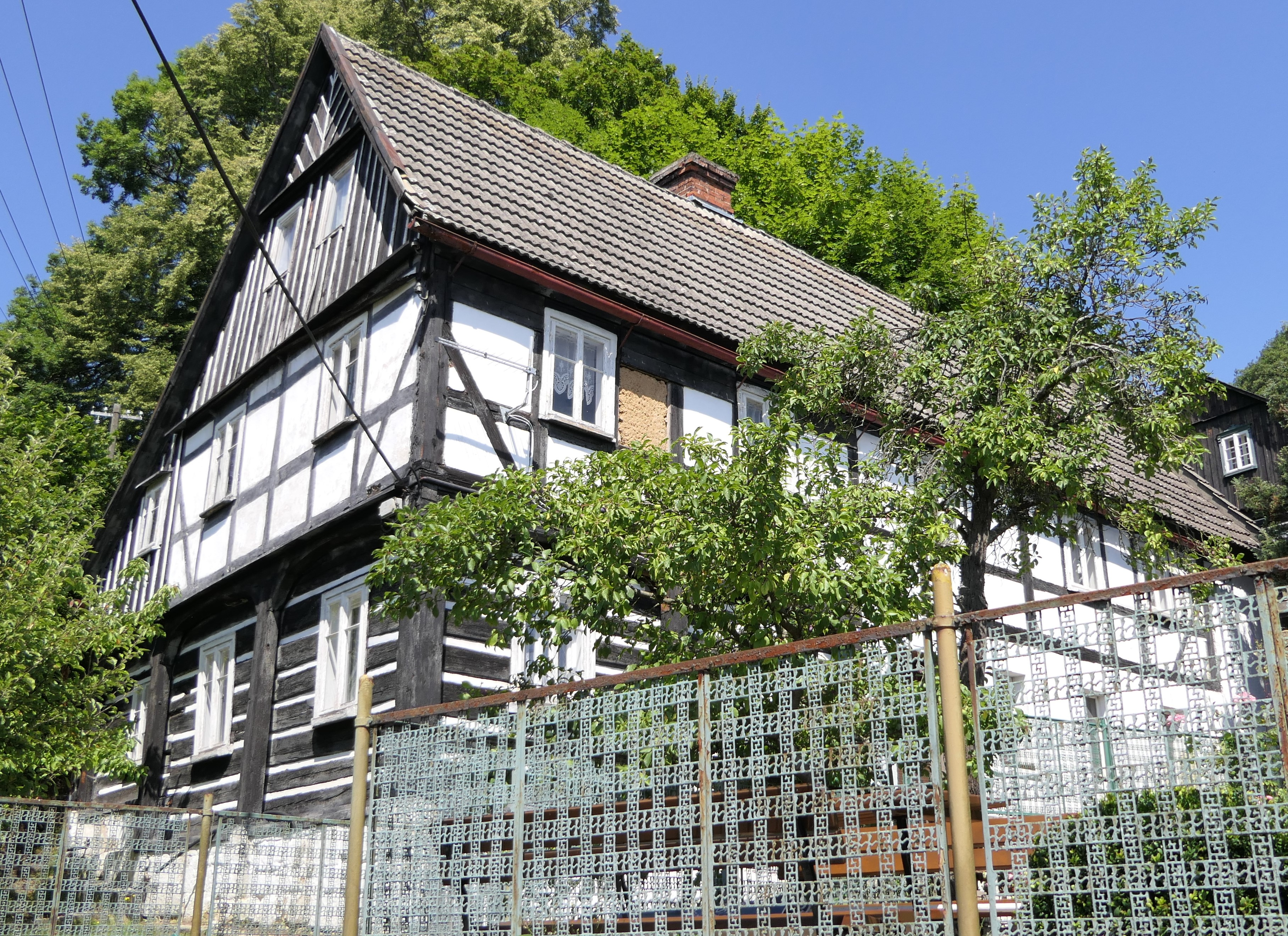
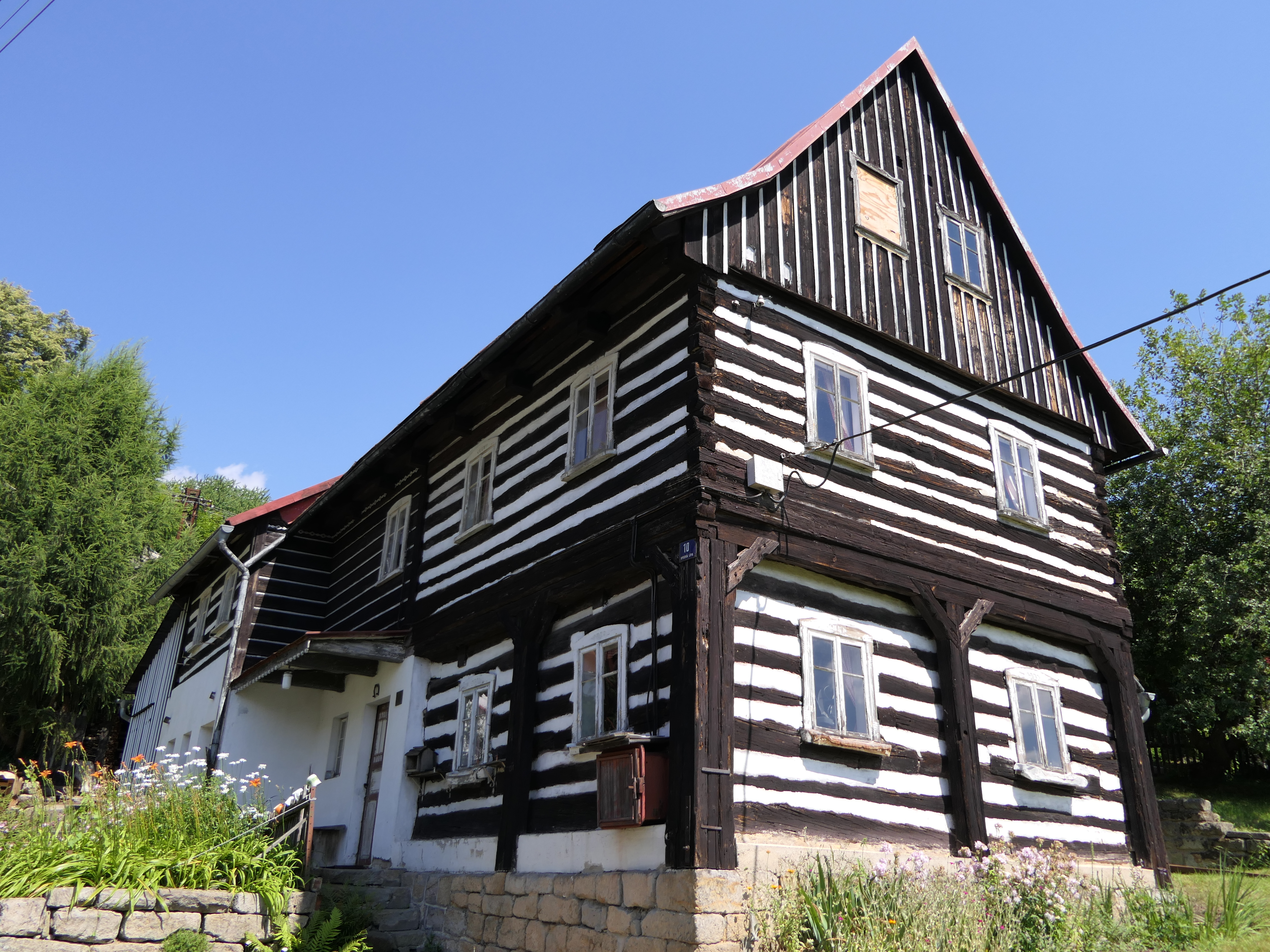
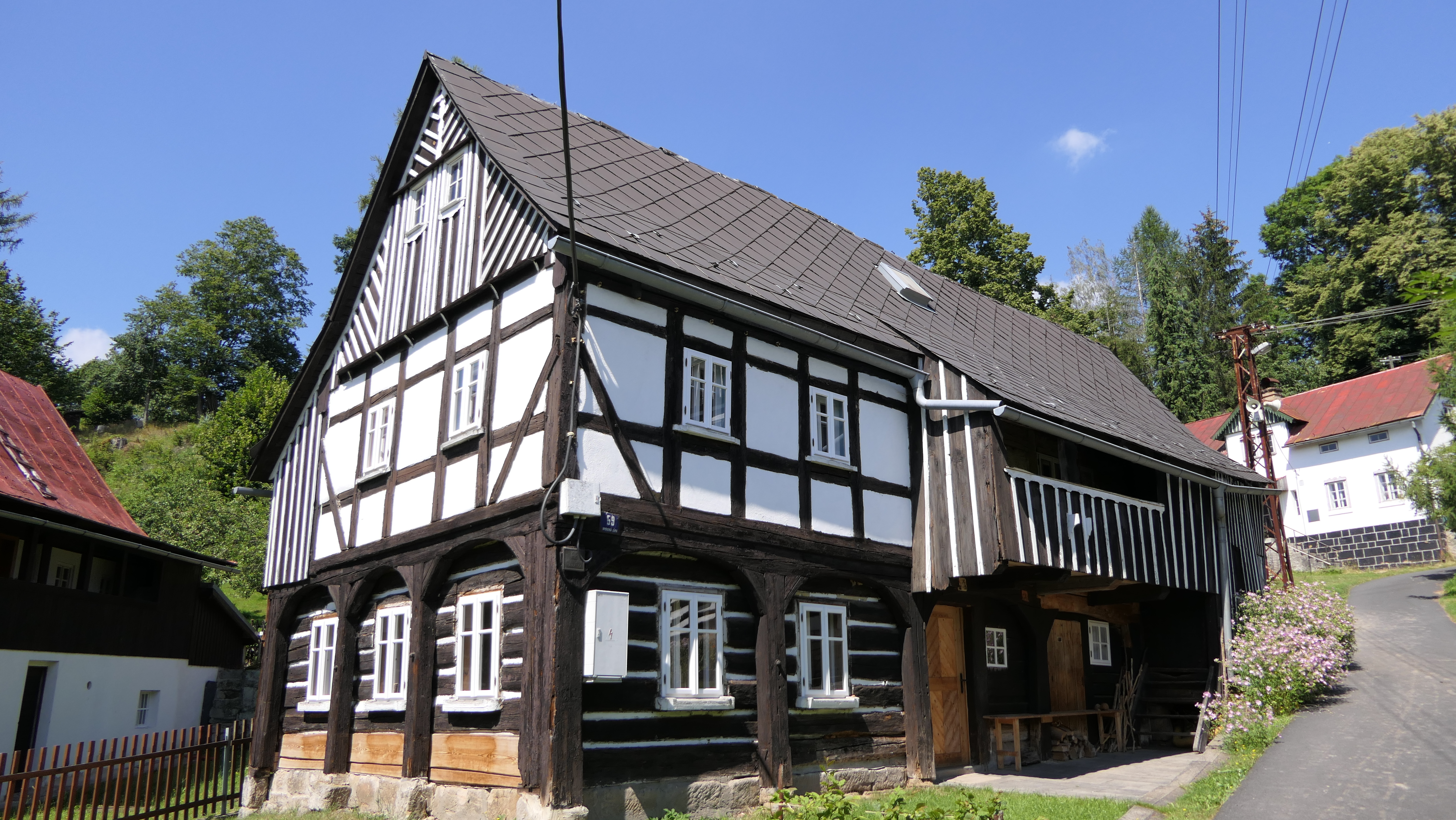

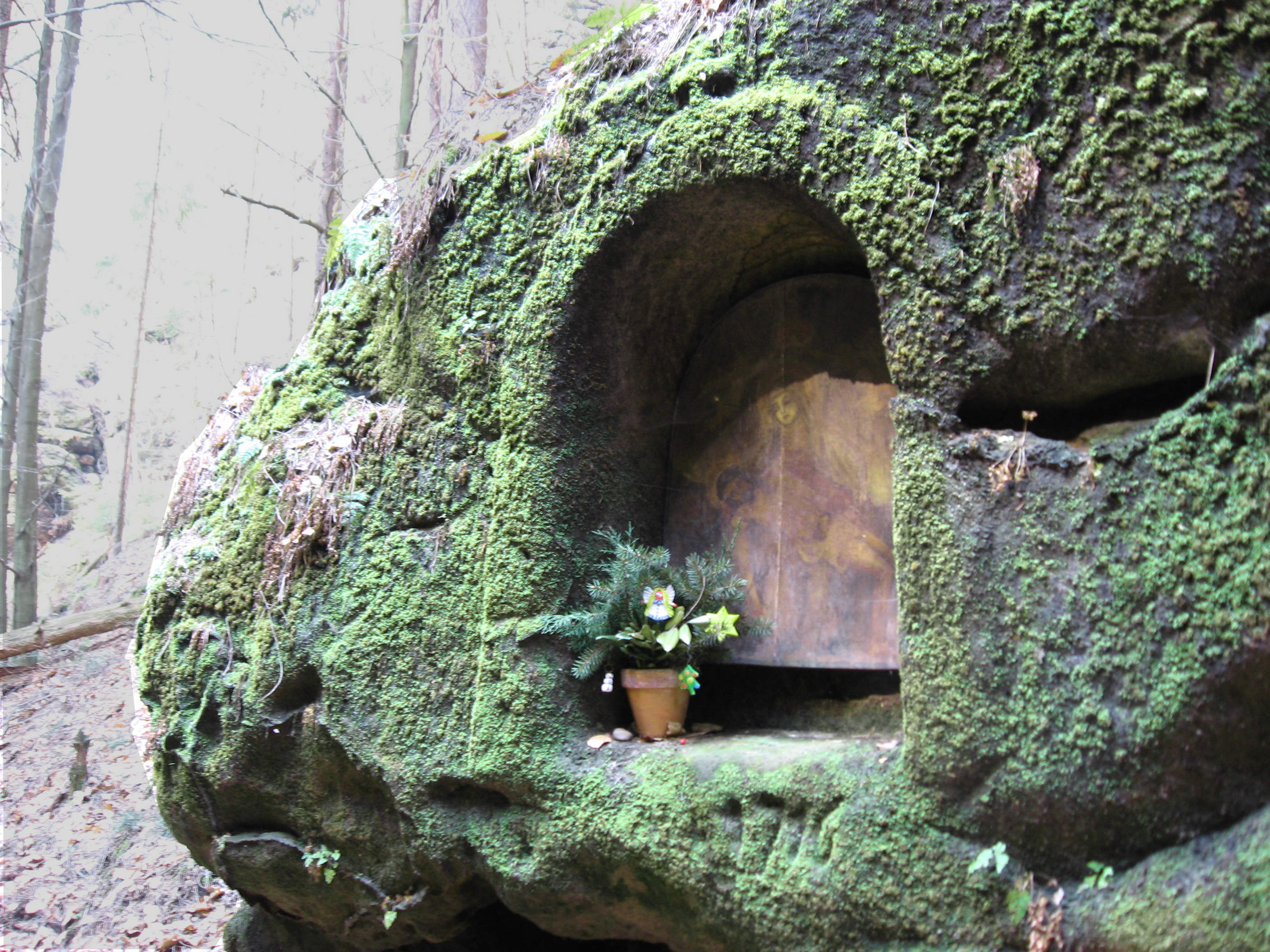
Nischenkapelle im Kirchgrund

Im oberen Ortsteil befindet sich ein Denkmal für die Opfer des Ersten Weltkrieges in der Gestalt eines Obelisken aus Sandstein.
Im Kirchgrund, durch den der ehemalige Kirchsteig nach Růžová (deutsch: Rosendorf) zur Kamnitzklamm hinab führt, gibt es eine Nischenkapelle aus dem Jahr 1716. Weitere kleinere Ausführungen solcher Kapellen sind am Mühlsteig, der ebenfalls zur Klamm führt, zu finden. Hierbei handelte es sich um einen Prozessionsweg, der bis nach Jetřichovice die Reste weiterer Kapellen aufweist.

## In Vysoká Lípa geborene Persönlichkeiten
- Emil Hille (1910–1988), deutscher Maler und Grafiker